# ダークマン
『ダークマン』（Darkman）は、1990年のアメリカ合衆国のスーパーヒーロー映画。
監督はサム・ライミ、出演はリーアム・ニーソンとフランシス・マクドーマンドなど。
ギャングに襲われて顔を失い、新発明の人工皮膚で復讐のヒーロー「ダークマン」に生まれ変わった天才科学者を描いている。

## ストーリー
天才科学者ペイトン・ウェストレイクは、完璧な人工皮膚の合成に成功したが、光の下では99分で崩壊してしまう問題を解決できないでいた。

そんなある日、ペイトンは恋人である弁護士ジュリーが掴んだストラック社の汚職証拠を狙うギャング、デュラント一味の襲撃を受ける。

ペイトンはデュラントによる残虐な拷問によって顔面と両手を完全に破壊され、全身に大火傷を負い、社会的に抹殺されてしまう。

変わり果てた姿になったペイトンは、身元不明患者として病院で治療を受け一命を取り留めたものの、ランゲヴェリッツ・プロセスを施される。

この処置は視床下部の神経を切断して火傷による苦痛を遮断するが、痛覚が無くなった代償として感情制御が困難になる副作用を伴っていた。

ペイトンは異常なまでの孤独と怒りに苛まれ、それに伴って過剰分泌されるアドレナリンの影響で超人的な身体能力を発揮できるようになる。

病院を脱走し、ジュリーの元へ戻るため廃工場で密かに皮膚の研究を再開するペイトンだが、やがてデュラントらへの怒りが爆発。

僅か99分間の人工皮膚による変幻自在な変装を駆使し、一人、また一人と彼らを葬り去っていく。

一方ジュリーは黒幕がデュラントと結託したストラック社長である事を突き止めるが、同時にペイトンを追い詰めるための人質とされてしまう。

ペイトンはジュリーを救うため、誰でもあって誰でもない、何処にでもいて何処にもいない、闇に潜む無貌の復讐鬼ダークマンとして、たった一人でデュラント一味とストラック社長へと戦いを挑む。

## キャスト

### 主人公とヒロイン
ペイトン・ウェストレイク / ダークマン
演 - リーアム・ニーソン
ウェイン州立大学の生化学教授。30歳。火傷患者のための画期的な人工皮膚開発に勤しんでおり、ほぼ完璧に近いところまで成功させていたが、どうしても99分で崩壊する問題を解決できないでいた。善良だが変わり者、コーヒーをジュリーの仕事書類の上に置いて染みを作ってしまう、出勤直前のジュリーへ朝の道端でプロポーズするなど抜けている部分もあり、良く言えば自分の感情に素直ともいえる。やがて人工皮膚が光に弱いことを突き止めるも、ストラック社の不正証拠を狙ったデュラント一味に研究室を襲撃され、彼女の仕事に興味が無く何のことかわからなかったために拷問を受けた事で、両手と顔面を完全に破壊され、全身の40%に火傷を負ってしまう。
身元不明のホームレスとして病院に搬送され、実験的医療としてランゲヴェリッツ・プロセスを施されたことで一命をとりとめたが、視床下部の神経を切断されたことで無感覚状態となり、その代償として感情制御が困難になったペイトンは、怒りの爆発に伴うアドレナリンの過剰分泌で超人的な身体能力を発揮できるようになる。病院を脱走してジュリーの元へ赴くも、変わり果てた姿を気づいてもらえなかったことで絶望、実験室の跡地から研究機材を運び出すと、フレッシュスプラッシュ石鹸工場の廃墟に潜み、人工皮膚の研究を再開した。そして研究が難航する中で苛立ちが爆発し、たまたま自分を襲撃したデュラント一味を見つけた事で恐ろしい復讐に手を染めていく。
人工皮膚を駆使した変装は、当初は姿形だけしか模倣できず、また99分の制限時間にも慣れていなかったため周囲の人々から訝しまれていた。しかし徐々に変装相手の演技を行えるようになり、デュラント一味との決戦では人工皮膚のマスクを駆使して敵を撹乱するにまで至った。超人的な身体能力はギャングらを格闘戦で圧倒し、ヘリコプターに吊るされてビル街を振り回されても平然としているほどで、鋲打ち銃で鉄骨へ撃ち抜かれても自分の肉を引き裂いて脱出し、敵へ襲いかかった。一方、こうした残虐な行為を平然と行えることには自身でも愕然としており、やがて自分は怪物になったと思いつめる。最終的には殺人に対する呵責に「良心を鍛えている」と言い放ち、もはや自分はペイトン・ウェストレイクではなくダークマンなのだと断じる。
ジュリー・ヘイスティングス
演 - フランシス・マクドーマンド
ペイトンの恋人である女性弁護士。パパス・アンド・スウェイン弁護士事務所で弁護士としての活動を始めて間もないが、ストラック社の代理人を務めるほどの腕利き。そのためペイトンからのプロポーズを一旦は保留にするものの、彼に対する愛情は確かであり、結婚についても前向きに考えていた。しかしその業務の中でストラック社の不正証拠を掴んでしまい、ルイス・ストラックスに告発を考えている事を伝えたため、ストラックス社の競争相手であるデュラント一味によってペイトンが襲撃されてしまう。当初は書類も失われ、ペイトンも死んだと思って深く落ち込んでいたが、人工皮膚のマスクを被ったペイトンと再会したことで再び元の生活に戻れるのではと信じるようになる。
些細な違和感の積み重ねと、デート中に激高したペイトンの異様な様子から後をつけ、彼が火傷で顔を大きく怪我した事を隠していると悟る。そのため以後は彼を支えようとストラックス社との仕事を辞める事を決意するが、その中で失われたはずの証拠書類を見つけ、ルイスとデュラント一味が結託している事を知ってしまう。それと同時に生存していたペイトンが妨害者だと知った彼らによって人質として囚われてしまい、ペイトンの戦いを見守ることしかできなくなる。最後までペイトンに寄り添おうとしていたが、彼から「ペイトンは死んだ」と冷たく拒絶され、必死になって追いかけるも雑踏の中に紛れたダークマンを見つける事はできなかった。

### ヴィラン
ルイス・ストラック・Jr
演 - コリン・フリールズ
大手建設会社ストラック・インダストリー社の若き社長。ハンサムでエネルギッシュ、陽気で人柄も良いが、その反面、必要とあらば手段を選ばない残酷な性質を秘めている。ジュリーとはビジネスパートナーとして良好な関係を築き、いずれは彼女も自分のものにしようとしていたが、不正の証拠を突きつけられてしまう。しかしそれも全ては貧困地区の再開発計画の為だと説得し、さらには不正の証拠を狙うデュラント一味に襲われるのではと警告。デュラントらによってペイトンが爆死すると、傷心のジュリーを気遣って親身になって彼女を支えようとした。
しかし実はデュラント一味と結託した、一連の事件の黒幕である。老いた父や不仲になった妻を密かに殺害して成り上がってきており、ペイトン殺害と書類奪取を命じたのも彼であった。自身とデュラントを妨害していたのが生還したペイトンだと知ると、ジュリーを誘拐してペイトンを誘き出し、彼を抹殺せんと目論む。若い頃は父親によって高層ビルの建築現場で働かされており、鉄骨の上を平然と歩けるほどに高所へ慣れている。そのためダークマンとの最終決戦に、自身の再開発建築現場を選ぶ。
ロバート・G・デュラント
演 - ラリー・ドレイク
暗黒街を牛耳っている残忍なギャングのボス。気に入った標的は拷問して痛めつけ、その指を葉巻カッターで切断してコレクションにする事を好んでいる。ストラック社の不正証拠書類を求めてペイトンの研究室を襲撃し、彼の助手ヤナギダを目の前で惨殺。ペイトンに対しても拷問を行い、彼の両手と顔面を破壊した上で研究室を爆破して吹き飛ばしてしまう。しかし生き残ったペイトンの復讐によって部下と資金源を失い、さらに濡れ衣を着せられ逮捕されるなど徐々に追い詰められた事で、ペイトンの抹殺を執念深く狙うようになる。廃工場への襲撃ではヘリコプターとグレネードランチャーを用いて、自らダークマンとの対決に挑む。
ルディ・グズマン
演 - ラファエル・H・ロブレド
デュラントの部下。メキシコ出身の元ボクサー。デュラントに率いられ、スキップと共にペイトンの廃工場を襲撃する。しかしダークマンに襲われ、スキップのマスクとペイトンのマスクを二重に被せられた上でスキップの前に送り出されてしまう。
スキップ
演 - ダニー・ヒックス
デュラントの部下。片足を失っており、そこにマシンガンを内蔵した義足を装着している。ルディとコンビを組んで行動する事が多いが、廃工場の襲撃には誘拐したジュリーをルイスの元まで送り届けたため参加していない。高層建築現場での最終決戦において、ルイスを援護する。
リック
演 - セオドア・ライミ
デュラントの部下。眼鏡をかけた神経質な男で、デュラントのお気に入り。自分は犯罪に向いていないと思っているが、デュラントにヤナギダ射殺を命じられて実行するなど、彼の単純な命令を遂行する事は向いていると感じている。ダークマンの復讐の最初の標的とされてしまう。
スマイリー
演 - ダン・ベル
デュラントの部下。常にへらへら笑っており銃を撃つのが何よりも好きな危険人物。デュラントに率いられ、ルディと共にペイトンの廃工場を襲撃する。目の前に現れたペイトンを射殺するも、それは変装させられたルディであり、続いて現れた自分に変装したペイトンにショックを受けたところをダークマンに殴り倒される。最後は研究所爆破の意趣返しとして、廃工場ごと吹き飛ばされた。
パウリー
演 - ニコラス・ワース
デュラントの部下。スキンヘッドの巨漢で、大食漢。そのため常に胃を悪くしていて胃腸薬を飲むせいで、口元が白い。デュラントの集金係を務めており、リックからの情報でパウリーに変装したダークマンから横領の濡れ衣を着せられ、デュラントによって粛清された。

### その他
ヤスキチ・ヤナギモト
演 - ネルソン・マシタ
ペイトンの助手。日本人の大学院生で、大阪出身。ウェイン州立大学へ留学しており、ペイトンと共に人工皮膚の研究に勤しんでいた。しかしデュラント一味の襲撃を受け、ペイトンの目の前で惨殺されてしまう。
エディ・ブラック
演 - ジェシー・ローレンス・ファーガソン
デュラントの商売敵。映画冒頭でデュラントと抗争状態に陥り、奇襲を受けて部下を皆殺しにされ、さらに指を全て切断されるという残酷な拷問を受ける。その後は不明だが、恐らく殺害されたものと思われる。

## スタッフ
- 監督・原案・脚本：サム・ライミ
- 製作：ロバート・タパート
- 脚本：チャック・ファーラー（英語版）、アイヴァン・ライミ（英語版）、ダニエル・ゴールディン、ジョシュア・ゴールディン
- 撮影：ビル・ポープ
- 音楽：ダニー・エルフマン
- 字幕：岡枝慎二

## 日本語吹替版
| 役名                                  | 俳優                               | 日本語吹替                                                | 日本語吹替                                                         |
| 役名                                  | 俳優                               | VHS版                                                     | テレビ朝日版                                                       |
| ------------------------------------- | ---------------------------------- | --------------------------------------------------------- | ------------------------------------------------------------------ |
| ペイトン・ウェストレイク / ダークマン | リーアム・ニーソン                 | 牛山茂                                                    | 佐々木勝彦                                                         |
| ジュリー・ヘイスティングス            | フランシス・マクドーマンド         | 一柳みる                                                  | 藤田淑子                                                           |
| ルイス・ストラック・Jr                | コリン・フリールズ                 | 小川真司                                                  | 仲野裕                                                             |
| ロバート・G・デュラント               | ラリー・ドレイク                   | 内海賢二                                                  | 石田太郎                                                           |
| ヤスキチ・ヤナギモト                  | ネルソン・マシタ                   | 星野充昭                                                  | 松本保典                                                           |
| エディ・ブラック                      | ジェシー・ローレンス・ファーガソン | 銀河万丈                                                  | 斎藤志郎                                                           |
| ルディ・グズマン                      | ラファエル・H・ロブレド            | 谷口節                                                    | 石田圭祐                                                           |
| スキップ                              | ダニー・ヒックス                   | 秋元羊介                                                  | 水野龍司                                                           |
| リック                                | セオドア・ライミ                   | 荒川太朗                                                  |                                                                    |
| スマイリー                            | ダン・ベル                         | 小杉十郎太                                                | 咲野俊介                                                           |
| パウリー                              | ニコラス・ワース                   | 島香裕                                                    | 宝亀克寿                                                           |
| ハン・ファト                          | アルセニオ・ソニー・トリニダード   | 北村弘一                                                  | 峰恵研                                                             |
| リムジンの運転手                      | ウィリアム・ディア                 | 辻親八                                                    | 天田益男                                                           |
| 女性医師                              | ジェニー・アガター                 | さとうあい                                                |                                                                    |
| 男性医師                              | ジョン・ランディス                 | セリフなし                                                | セリフなし                                                         |
| 変装したダークマン                    | ブルース・キャンベル               | セリフなし                                                | セリフなし                                                         |
| その他                                |                                    | 梁田清之 有本欽隆 塚田正昭 佐藤しのぶ 麻見順子 井上喜久子 | 岡村明美 真実一路 岡村恭子 栗山微笑子 久保田民絵 平尾仁彰 田中正彦 |
|                                       |                                    |                                                           |                                                                    |
| 演出                                  |                                    | 福永莞爾                                                  | 壺井正                                                             |
| 翻訳                                  |                                    | 佐藤一公                                                  | 平田勝茂                                                           |
| 調整                                  |                                    |                                                           | 飯塚秀保                                                           |
| 効果                                  |                                    |                                                           | VOX                                                                |
| 制作                                  |                                    | 東北新社                                                  | グロービジョン                                                     |
| 初回放送                              |                                    |                                                           | 1994年5月8日 『日曜洋画劇場』 ※本編ノーカット                      |

※VHS版はU-NEXTで配信。
※テレビ朝日版は2016年にエクリプスから発売されたBD、2021年にNBCユニバーサルから発売された廉価版DVD・BDに収録。

## 作品の評価
Rotten Tomatoesによれば、60件の評論のうち高評価は83%にあたる50件で、平均点は10点満点中6.9点、批評家の一致した見解は「不気味で愉快なほど露骨な、サム・ライミ監督の『ダークマン』はゴシック悲劇の呪われた悲しげな魂を持ちつつ、コミック・ストリップのページから飛び出したオノマトペのような文体の力強さを内包している。」となっている。
Metacriticによれば、15件の評論のうち、高評価は9件、賛否混在は5件、低評価は1件で、平均点は100点満点中65点となっている。